# Glifada
Glyfada (grec: Γλυφάδα) és un municipi del sud de l'àrea urbana d'Atenes que s'estén des del Mont Himet fins al Golf Sarònic. És conegut per les seues cafeteries de luxe, restaurants, botigues i pubs cosmopolites.
En el període antic, l'àrea era coneguda com a Aixoné (Αιξωνή). Avui, Glifada compta amb una vida nocturna bulliciosa, amb pubs entre els més coneguts de la capital, restaurants de classe alta i botigues; potser aquest desenvolupament de Glifada es deu en part a la influència americana de la base aèria estatunidenca instal·lada prop durant els anys 1970.
L'ajuntament està situat en el centre del municipi; a prop, hi ha la zona comercial de Glifada, una de les més actives i diversificades dels municipis del nucli urbà d'Atenes. La seva proximitat a moltes platges i terrasses també contribueix a augmentar el nombre de visitants durant els mesos d'estiu.

## Geografia
Glifada compta amb 3 km de costa. Cap al nord-oest hi ha el camp de golf Glyfada Golf Club, que es troba al sud de l'antic aeroport d'Atenes, l'Aeroport Internacional d'El·linikó. Cap a l'est i el nord-est hi ha una zona residencial que arriba fins a la base del mont Himet pel sud, que és la zona cap a la qual la ciutat va créixer durant la segona meitat del segle xx.
Glyfada està connectat al centre d'Atenes per dues avingudes principals, Posidonos i Vouliagmenis, i una línia de tramvia que recorre la costa prop d'Avinguda Posidonos.
Al port de Glifada hi ha un centre de rescat i rehabilitació de tortugues de mar, que organitza visites educatives gratuïtes a les instal·lacions.

## Residents famosos
Glifada és coneguda pels seus residents, entre els quals hi ha el millonari Aristòteles Onassis i altres membres de la seua família o la família Mitsotakis, que hi tenen una casa d'estiu. L'anterior President de la República Hel·lènica, Konstandinos Karamanlís, anava regularment al camp de golf de Glifada. D'altra banda, el polític Alexandros Panagoulis va nàixer a aquest municipi.
Altres habitants de Glifada són:
- Anna Diamandopulu, política representant de Grècia a la UE.
- Luciano Galletti, futbolista argentí.
- Kalomoira, cantant pop i participant del Festival d'Eurovisió.
- Giorgos Karagunis, futbolista grec.
- Darko Kovačević, futbolista serbi.
- Élena Paparizu, cantant pop i guanyadora del Festival d'Eurovisió.

## Evolució de la població
| Any  | Població |
| ---- | -------- |
| 1981 | 44,018   |
| 1991 | 63.733   |
| 2001 | 83.665   |

## Ciutats agermanades
Glyfada està agermanada amb les ciutats següents:
- Niš, Sèrbia
- Gżira, Malta
- Vídnoie, Rússia